# Niederl
Das Niederl ist ein 2629 m ü. A. hoher Übergang in den Stubaier Alpen in Tirol von der Sulzenauhütte zur Nürnberger Hütte. Es liegt zwischen der 2781 m hohen Mairspitze im Norden und der 2805 m Urfallspitze im Süden.
Der mit Drahtseilen versicherte Weg über das Niederl ist Bestandteil des Stubaier Höhenweges (Hüttenrunde). Eine nur unwesentlich längere Variante führt über die Mairspitze, die als beliebter Aussichtspunkt bekannt ist.